# Narja
Prstan ognja (tudi rubinov prstan) je eden izmed treh prstanov moči. Ustvaril ga je Celebrimbor s Sauronovo pomočjo. Nosil ga je Cirdan Ladjedelec, ki ga je ob prihodu modrih v Srednji svet izročil Gandalfu. Ko pa se je le-ta v začetku Četrtega veka vračal v Aman, in je bilo njegovo poslanstvo v Srednjem svetu končano, ga je Cirdan zopet prejel nazaj.